# Cuevecillas, Chihuahua
Cuevecillas är en ort i Mexiko.   Den ligger i kommunen Guerrero och delstaten Chihuahua, i den nordvästra delen av landet, 1 300 km nordväst om huvudstaden Mexico City. Cuevecillas ligger 2 370 meter över havet och antalet invånare är 118.
Terrängen runt Cuevecillas är lite kuperad. Runt Cuevecillas är det mycket glesbefolkat, med 4 invånare per kvadratkilometer. Närmaste större samhälle är La Nopalera, 13,1 km öster om Cuevecillas. I omgivningarna runt Cuevecillas växer huvudsakligen savannskog.